# Soi Cowboy

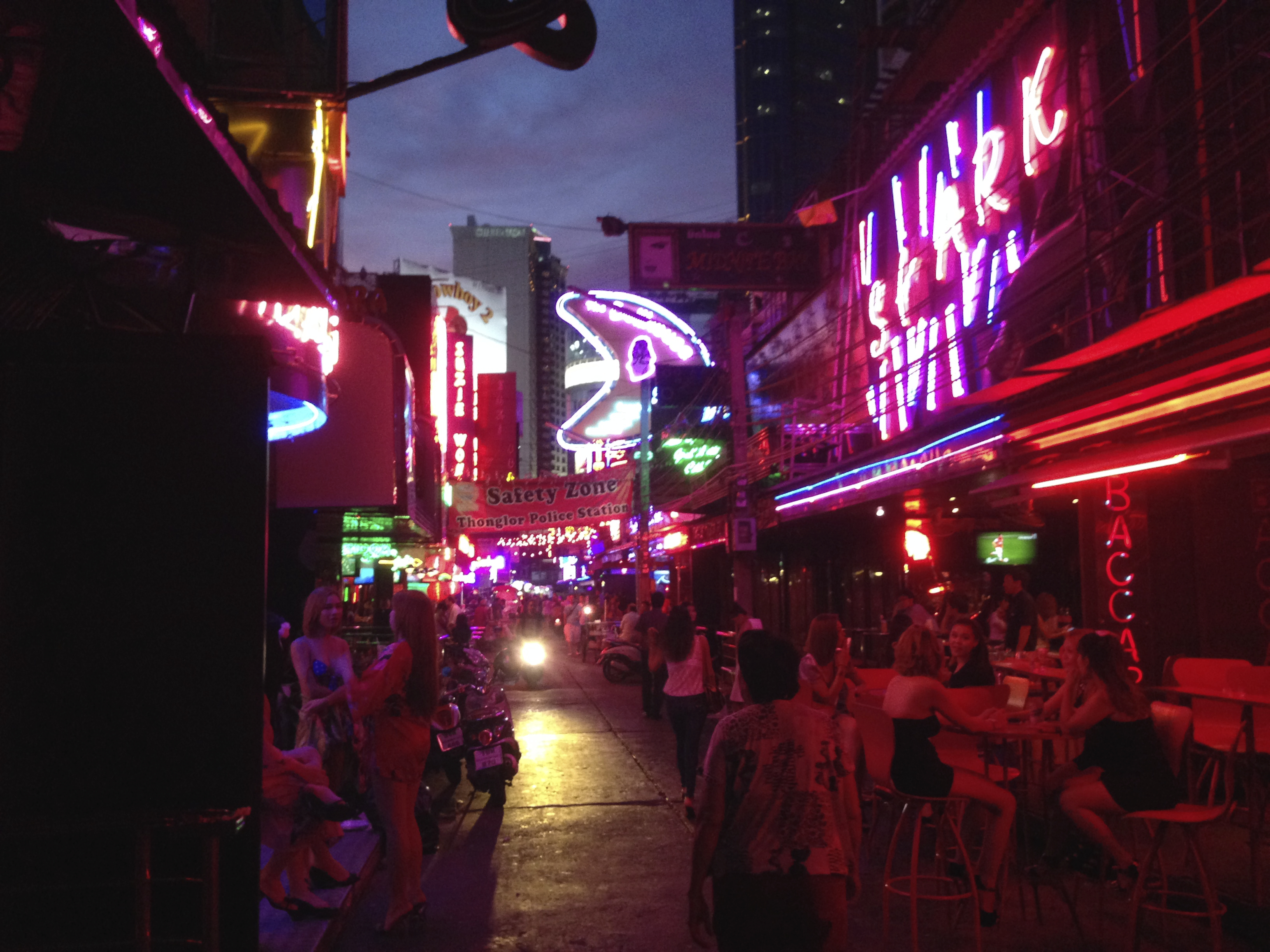
Soi Cowboy nocą

Soi Cowboy – ulica czerwonych latarni w Bangkoku, stolicy Tajlandii.
Niewielka ulica, na której znajduje się 40 night-clubów. Umiejscowiona jest w pobliżu Sukhumvit Road, pomiędzy Sukhumvit Soi 21 (także zwanej Soi Asoke) i Soi 23, niedaleko stacji metra "Sukhumvit".
Miejsce zostało nazwane imieniem T. G. "Cowboya" Edwardsa, amerykańskiego lotnika, który otworzył w latach 70. XX wieku pierwszy bar, w którym świadczone były usługi związane z prostytucją.
W 2006 na tej ulicy nakręcono sceny do filmu Ostatnie zlecenie. 